# مورارا

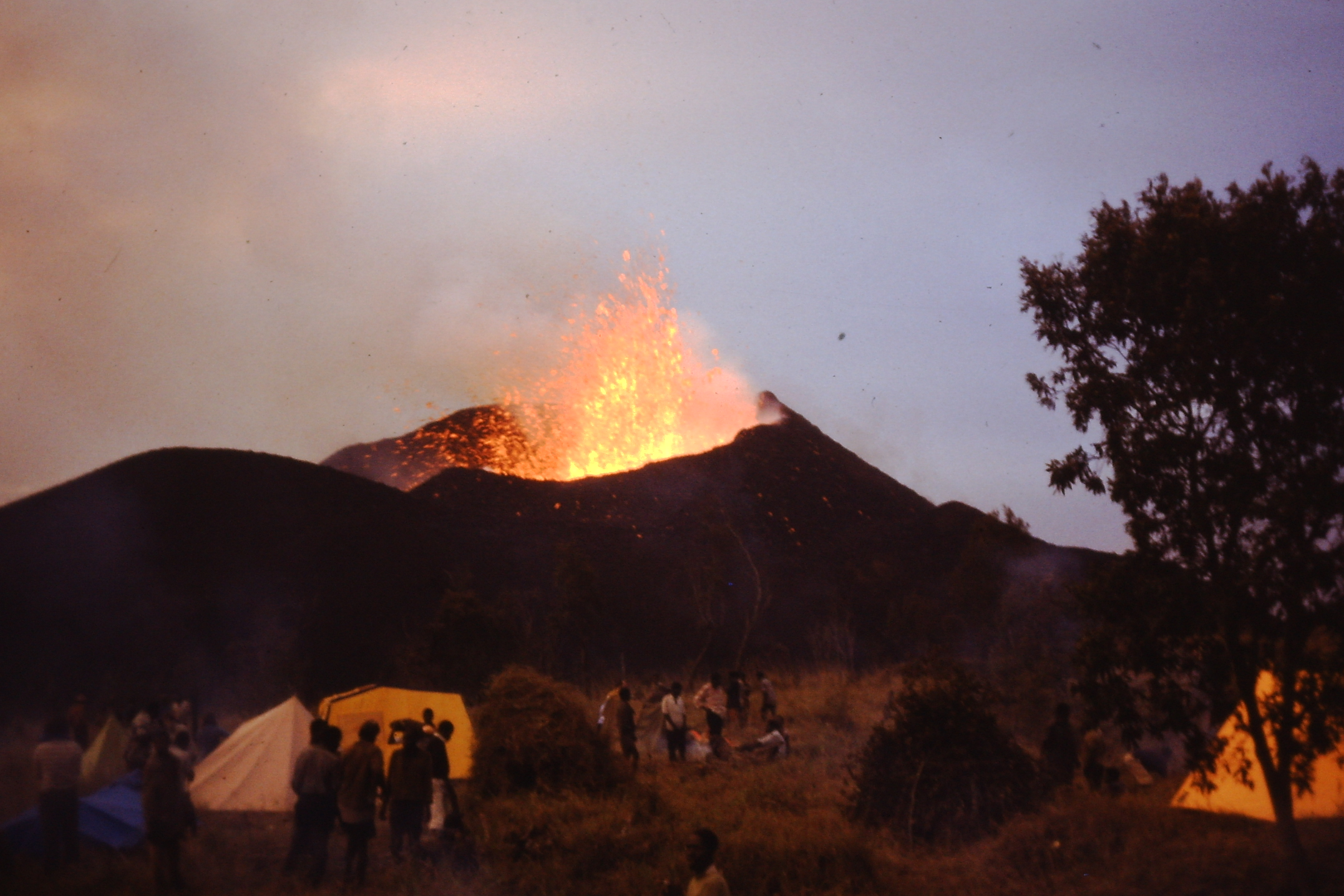
کوهی در کشور کنگو

مورارا (به لاتین: Murara) یک کوه در جمهوری دموکراتیک کنگو است که در جمهوری دموکراتیک کنگو واقع شده‌است.